# Bojanowo (gemeente)
De gemeente Bojanowo is een stad- en landgemeente in het Poolse woiwodschap Groot-Polen, in powiat Rawicki.
De zetel van de gemeente is in Bojanowo.
Op 30 juni 2004 telde de gemeente 8939 inwoners.

## Oppervlakte gegevens
In 2002 bedroeg de totale oppervlakte van gemeente Bojanowo 123,5 km², waarvan:
- agrarisch gebied: 73%
- bossen: 18%

De gemeente beslaat 22,32% van de totale oppervlakte van de powiat.

## Demografie
Stand op 30 juni 2004:
| Omschrijving                   | Totaal | Totaal | Vrouwen | Vrouwen | Mannen | Mannen |
| ------------------------------ | ------ | ------ | ------- | ------- | ------ | ------ |
| eenheid                        | aantal | %      | aantal  | %       | aantal | %      |
| inwoners                       | 8939   | 100    | 4467    | 50      | 4472   | 50     |
| bevolkingsdichtheid (inw./km²) | 72,4   | 72,4   | 36,2    | 36,2    | 36,2   | 36,2   |

In 2002 bedroeg het gemiddelde inkomen per inwoner 1286,13 zł.

## Administratieve plaatsen (sołectwo)
Czechnów, Gierłachowo, Giżyn, Golina Wielka, Golinka, Gołaszyn, Gościejewice, Kawcze, Pakówka, Sowiny, Sułów Mały, Szmezdrowo, Tarchalin, Trzebosz, Wydartowo Drugie, Wydartowo Pierwsze, Zaborowice.
Zonder de status sołectwo : Parłowice, Potrzebowo.

## Aangrenzende gemeenten
Góra, Miejska Górka, Poniec, Rawicz, Rydzyna, Wąsosz